# 127
127 рік — невисокосний рік, що почався в середу за григоріанським календарем. 
Римська імперія •  Парфянське царство •  Кушанське царство •  Східна Хань •  Сармати

## Геополітична ситуація
Римську імперію очолює імператор Адріан (до 138). Імперія  займає Апеннінський, Піренейський та Балканський півострови, Галлію, частину Британії, Близький Схід, Північну Африку включно з Єгиптом. 
Наймогутніша держава центральної Азії — Парфянське царство. Наймогутніша держава Індостану — Кушанське царство. Династія Хань править у Китаї.  Корейський півострів ділять між собою Три корейські держави. 
Триває докласичний період цивілізації мая.
На території майбутньої України, в степах Причорномор'я, кочують сармати, північніше — племена Черняхівської культури.

## Події

### Римська імперія
- Римськими консулами були Тит (Авл?) Атілій Руф Тіціан та Марк Гавій Клавдій Сквілла Галлікан.
- 3 березня римський імператор Адріан вирушив з Риму на Паданську рівнину[1].
- 1 серпня Адріан повернувся до Рима на святкування десятиріччя свого імператорства[1].
- Восени римська Італія  була поділена на чотири провінції, якими керували легати в ранзі консула[1].
- Завершилося будівництво валу Адріана в Британії.
- Астроном, математик, географ та хімік Клавдій Птолемей приїхав в Александрію, де  жив до 151 року.

### Азія
- У Кушанській імперії почалося правління Канішки I.
- Ханський полководець Бань Юн підкорив Карашар, Купу, Яркенд, Кашгар у Східному Туркестані[2].
- Сяньбі Цічжіцзяня  були розбиті об'єднаними китайсько-хунно-ухуаньськими військами.

## Померли
- Герон — єпископ Антіохії.